# Chenopodium novopokrovskyanum
Chenopodium novopokrovskyanum là loài thực vật có hoa thuộc họ Dền. Loài này được (Aellen) Uotila mô tả khoa học đầu tiên năm 1993.